# Règle d'or de l'accumulation
La règle d'or de Phelps, dite parfois règle d'or de l'accumulation,  désigne une loi économique démontrée par Edmund Phelps en 1961 après avoir été décrite par Maurice Allais en 1947. Elle correspond à la nécessité, pour maximiser la croissance économique et respecter entre les générations la règle éthique de faire à autrui ce qu'on voudrait qu'autrui nous fasse, de rémunérer les capitaux selon un taux d'intérêt équivalent au taux de croissance de la population : croissance démographique et niveau des taux d'intérêt doivent être identiques en volume.

## Résumé simple
À l'extrême, 
- si l'épargne est nulle, tout le revenu est consommé, ce qui annule l'investissement ainsi que le remplacement du capital qui s'use. À terme, quand le capital est intégralement consommé, le revenu se réduit presque à zéro (ce qu'il est possible de produire sans capital) et il en est de même de la consommation : une préférence excessive pour la consommation à court terme se fait au détriment des générations futures ;
- si l'épargne est égale à 100 % des revenus, tous ces revenus pourraient aller à l'investissement mais la consommation est nulle et il n'y a aucune incitation à investir. La croissance est nulle, également. Une prévoyance excessive ne profite pas non plus aux générations futures.

Entre ces deux extrêmes, il existe (au moins) un niveau d'épargne qui maximise la croissance moyenne, permettant une croissance de la consommation régulière et identique pour toutes les générations (solidarité intergénérationnelle). Selon Phelps, le seul moyen d'atteindre cet optimum est de fixer le taux d'intérêt réel à une valeur égale à la croissance démographique (r = g). En effet, si l'on parvient à ajuster le taux de productivité marginale du capital (PmK) au taux de croissance de la population (PmK = g), alors on pourra aussi ajuster le taux d'épargne au niveau de la part du profit dans le revenu national (s = α).

## Démonstration
Soit la fonction de production d’une nation :
{\displaystyle Q=F(K,L)}
où K est le capital, L le travail et Q la production. On peut exprimer ces valeurs par tête en divisant par L. En supposant que la fonction de production soit homogène de degré 1, on a :
{\displaystyle {\frac {Q}{L}}=f(k)}
où k est le rapport capital / travail.
La consommation (C) étant la partie de la production qui n’est pas investie (I), on peut écrire :
{\displaystyle {\frac {Q}{L}}={\frac {C}{L}}+{\frac {I}{L}}=c+{\frac {\dot {K}}{L}}}
où c est la consommation par tête et le point au-dessus d’une variable désigne la dérivée par rapport au temps (l’investissement augmente le stock de capital).
Comme :
{\displaystyle {\dot {k}}={\frac {\dot {K}}{L}}-{\frac {\dot {L}}{L}}{\frac {K}{L}}}
on peut écrire :
{\displaystyle f(k)=c+{\dot {k}}+gk}
où {\displaystyle g={\dot {L}}/L} est le taux de croissance de la population.
En équilibre stationnaire, le rapport capital / travail ne varie plus et alors :
{\displaystyle c=f(k^{*})-gk^{*}}
La valeur de {\displaystyle k^{*}} qui maximise la consommation par tête est :
{\displaystyle f^{\prime }(k^{*})=g} 
On obtient ainsi la règle d’or d’accumulation du capital : pour maximiser la consommation par tête, la productivité marginale du capital en équilibre stationnaire [{\displaystyle f^{\prime }(k^{*})}] doit être égale au taux de croissance de la population.
En utilisant cette règle, on peut déterminer si l’épargne (et l’investissement) d’une nation est optimale. Dans l’examen périodique des politiques économiques nationales, le FMI utilise cette règle d’or.

## Règle d’or modifiée
La nation désire maximiser l’utilité intertemporelle :
{\displaystyle \int _{o}^{\infty }e^{-\rho t}u(c_{t})dt}
où {\displaystyle u(c_{t})} est l’utilité instantanée de la consommation et {\displaystyle \rho } est le taux subjectif d’escompte du temps.
L’évolution de la consommation dépend de l’équation différentielle :
{\displaystyle {\dot {k}}=f(k)-gk-c}
En utilisant la méthode de Pontryagin, on a la valeur courante de l’hamiltonien :
{\displaystyle {\mathcal {H}}^{c}=u(c_{t})+\lambda \left[f(k)-gk-c\right]}
où {\displaystyle \lambda } est la constante (une variable auxiliaire). Après avoir substitué cette variable dans les conditions de premier ordre on trouve :
{\displaystyle \left[c{\frac {u^{\prime \prime }(c)}{u^{\prime }c}}\right]{\frac {\dot {c}}{c}}=\rho +g-f^{\prime }(k)}
En équilibre stationnaire {\displaystyle {\dot {c}}=0} et alors :
{\displaystyle f^{\prime }(k^{*})=\rho +g}
Avec cette règle d’or modifiée, le rapport capital / travail sera plus petit à cause de l’impatience de la société représentée par le taux d’escompte du temps.